# 奥特亚罗瓦新共产党
奥特亚罗瓦新共产党（英語：New Communist Party of Aotearoa，缩写为NCPA）是新西兰的一个共产主义政党。该党成立于2019年11月21日。该党的政治立场是极左翼。该党的意识形态是共产主义、马克思列宁主义。该党的主席是Katjoesja Buissink，书记是Zebedee Schrader。该党宣称继承历史上的新西兰共产党的传统，尽管两者之间并无直接联系。